# Biec
Biec (en francès Vignec) és un municipi francès situat al departament dels Alts Pirineus i a la regió d'Occitània. Limita amb els municipis de Cadelha e Trashèrra. Sent Lari e Sola (on hi té un enclavament) i Vièla d'Aura.

## Demografia
| 1962                                       | 1968 | 1975 | 1982 | 1990 | 1999 | 2007 |
| ------------------------------------------ | ---- | ---- | ---- | ---- | ---- | ---- |
| 109                                        | 115  | 100  | 130  | 135  | 189  | 206  |
| Des de 1962: població sense dobles comptes |      |      |      |      |      |      |

## Administració
| Període | Identitat   | Partit |
| ------- | ----------- | ------ |
| 2001-   | Jean Isoart |        |